# Polypedilum tokaraijeum
Polypedilum tokaraijeum är en tvåvingeart som beskrevs av Sasa och Suzuki 1995. Polypedilum tokaraijeum ingår i släktet Polypedilum och familjen fjädermyggor. Inga underarter finns listade i Catalogue of Life.